# Petrovec
Petrovec (in macedone Петровец?) è un comune rurale nella parte settentrionale della Macedonia del Nord di 8 255 abitanti (dato 2002). La sede comunale è nella località omonima. Dal 2003 è parte del territorio il comune di Zelenikovo.

## Geografia fisica
Il comune confina con Studeničani e Zelenikovo ad ovest, con Ilinden e Kumanovo a nord, con Sveti Nikole ad est e con Veles a sud.

## Società

### Evoluzione demografica
Dal punto di vista etnico la popolazione è così suddivisa:
- Macedoni: 4 246
- Albanesi: 1 887
- Bosniaci: 1 442

## Località
Il comune è formato dall'insieme delle seguenti località:
- Petrovec (sede comunale)
- Kjojlija
- Badar
- Blace
- Breznica
- Dolno Koljari
- Divlje
- Gorno Konjari
- Gradmanci
- Katlanovo
- Kožle
- Letevci
- Ognjanci
- R'žaničino
- Sredno Konjari
- Sušica
- Železnička Stanica Zelenikovo
- Dejkovec
- Dobrino
- Gradovci
- Gumalevo
- Novo Selo
- Orešani
- Pakoševo
- Paligrad
- Smesnica
- Strahojadica
- Taor
- Tisovica
- Vražale
- Zelenikovo